# Hero and Heroine
Hero and Heroine is een muziekalbum van de Britse band Strawbs.
Als gevolg van hun grote hit Part of the Union willen Richard Hudson en John Ford meer invloed, die Cousins niet wil geven. Het leidt weer eens tot een breuk waarbij Hudson en Ford verdergaan als Hudson Ford en Blue Weaver verdergaat in Mott the Hoople. Er komt versterking in de gedaanten van Chas Cronk, een maatje van Rick Wakeman; John Hawken, uit de gesneuvelde versie van Renaissance en Rod Coombes uit de aan-en-uit band Stealers Wheel. Al snel blijkt met dit album dat dit kwintet uitstekend bij elkaar aansluit; het album wordt in de Verenigde Staten een groot succes. Na de opnamen toert Strawbs door de VS om het album te promoten; ze spelen voor zalen van 15.000 man of meer. Eenmaal thuis in Engeland, blijkt men daar opnieuw te moeten beginnen; men is ze haast vergeten.
Het album heeft ook zo zijn problemen:
- De tekst van Hero and Heroine is tweeledig uitlegbaar; de held gaat ten onder aan de heldin; of aan heroïne; Strawbs laat het in het midden;
- De startcompositie van het album wordt gedraaid door de “zwarte radiostations” in Amerika; niet echt de markt voor een folkband of symfonische rockgroep;
- Lay a little light on me gaat over de eenzaamheid van masturbatie; in sommige landen moest de tekst aangepast worden;
- Lambert kwam met een goedklinkende muzikale aanvulling op Lay a little light; nadeel, het is gebaseerd op een akkoordenschema dat alleen geschikt is als minimal music; je kan er geen natuurlijk klinkend slot bij maken; de uiteindelijke oplossing blijkt om de zang van track (4) achterstevoren erin te mixen en weg te laten sterven.

## Musici
- Dave Cousins – zang, gitaar;
- Dave Lambert – zang, gitaar;
- Chas Cronk – basgitaar, synthesizer, zang;
- John Hawken – piano, orgel, mellotron, synthesizer;
- Rod Coombes – slagwerk, zang.

## Composities
1. Autumn (8:52)
  1. Heroine’s theme (Hawken)
  2. Deep summer’s sleep (Cousins)
  3. The winter long (Cousins)(single als Hold on to me)
2. Sad young man (Coombes)(4:08)
3. Just love (Lambert) (3:40)
4. Shine on silver sun (Cousins)(2:47)(single)(lp omdraaien)
5. Hero and Heroine (Cousins)(3:21)(single)
6. Midnight sun (Cronk,Cousins)(3:12)
7. Out in the cold (Cousins)(3:18)
8. Round and round (Cousins)(4:43)
9. Lay a little light on me (Cousins)(3:27)
10. Hero’s theme (Lambert)(2:27)
11. Still small voice (2:36)
12. Lay a little light on me (Cousins)(2:30)

De laatste twee tracks zijn bonustrack op de cd-versie. Het is interessant te zien hoe een beatcompositie Lay a little light on me gedurende de opnamesessies wordt omgevormd tot een aan klassieke muziekachtig werk.
Het album is opgenomen in de Rosenberg Studios in Kopenhagen. Geluidstechnisch klinkt het album en alle cd-versies nogal mat; ook in de geremasterde versie.
Voor de ontwikkeling van de mellotron en soortgelijke instrumenten sluit dit album goed aan bij Seventh Sojourn van Moody Blues; een groep die toen een sabbatical beleefde. Ook het overgaan van de ene track in de andere wijst op invloed van die band. De stemming van Cousins is hier vergelijkbaar met die van Mike Pinder, die ook steeds somberder werd, zo vlak voor hun sabbatical.